# Orange Black
Orange Black est un groupe belge de rock, originaire de Kontich, dans la province d'Anvers, en Région flamande, actif entre 1994 et 2002.

## Histoire
Le groupe se forme lorsque les trois premiers membres sont âgés de 15 ans. Le groupe s'agrandit ensuite, mais le guitariste Aldo Struyf quitte le groupe avant l'enregistrement du troisième album pour jouer avec Millionaire. Après l'enregistrement de Morning Notes, Mathias Onzia et Nico Jacobs rejoignent le groupe.
La chanson We've Lost Gravity est incluse dans la Duyster List 2003,. La chanson Alaska est incluse dans la compilation Belpop 1998 et Dream Team dans l'album Belpop 2000. Le groupe joue notamment au Pukkelpop. De son côté, Dieter Sermeus fonde également The Go Find,,. 

## Discographie
- 1997 : It's Electric
- 1999 : Bright Lights
- 2002 : Morning Notes